# Andrzej Lange
Andrzej Lange (ur. 10 maja 1948, zm. 5 stycznia 2017) – polski muzealnik, ekspert w dziedzinie znawstwa broni, dyrektor Muzeum im. Orła Białego w latach 1996–2003.

## Życiorys
Jego dziadek był uczestnikiem wojny polsko-bolszewickiej, zaś ojciec żołnierzem Armii Krajowej. Ukończył studia w Akademii Górniczo Hutniczej w Krakowie oraz podyplomowe studia muzealnicze na Uniwersytecie Jagiellońskim. Pracował w Ośrodku Badawczo Rozwojowym Zakładów Metalowych Mesko, a następnie w latach 1986–2014 w Muzeum im. Orła Białego w Skarżysku-Kamiennej, gdzie w latach 1996–2003 piastował funkcję dyrektora. Był ekspertem w dziedzinie znawstwa broni, specjalizował się również w zakresie historii II wojny światowej ze szczególnym naciskiem na historię Okręgu Radomsko-Kieleckiego „Jodła”. Doprowadził między innymi do odnalezienia i wydobycia w 1999, w okolicach Bydgoszczy niemieckiego działa samobieżnego StuG IV (wówczas jedyny znany zachowany egzemplarz).